# 博葉維奇
49°43′34″N 22°59′16″E / 49.72611°N 22.98778°E
博葉維奇（烏克蘭語：Боєвичі），是烏克蘭西部的村莊，隸屬利維夫州的亞沃里夫區。該村始建於1940年，面積0.72平方公里，海拔高度225米，2001年人口194。